# Völkerball
A Völkerball (németül kb. népek labdája, a  dodgeball néven ismert kidobós labdajáték német neve) a Rammstein német metálegyüttes  2006-os koncertalbuma. Az album tartalmaz egy audio CD-t és két DVD-t: a koncertet és a bónusz DVD-t. A koncert DVD-t négy helyszínről válogatták össze:
- Les Arénes de Nîmes, Nîmes - 2005/07/23 (Franciaország)
- Brixton Academy, London - 2005/02/05 (Anglia)
- Club Citta, Tokió - 2005/06/03 (Japán)
- Sport Complex Olimpiyski, Moszkva (Спорт Комплекс Олимпийски, Москва) - 2004/11/28 (Oroszország)

A DVD-n az egész franciaországi koncert rajta van, Londonból négy, Japánból kettő, míg Oroszországból csak egy szám (lásd a számlistában). A bónusz DVD-n az "Anakonda im Netz" című Rammstein-dokumentumfilm, a Reise, Reise album készítése és feliratok vannak a koncerthez angol, spanyol, portugál, francia, német és japán nyelven.

## Számlista

### Nîmes (Franciaország)
1. Intro
2. Reise, Reise
3. Links 234
4. Keine Lust
5. Feuer Frei!
6. Asche zu Asche
7. Morgenstern
8. Mein Teil
9. Stein um Steim
10. Los
11. Du riechst so gut
12. Benzin
13. Du hast
14. Sehnsucht
15. Amerika
16. Rammstein
17. Sonne
18. Ich will
19. Ohne dich
20. Stripped
21. Outro

### Tokió (Japán)
1. Mein Teil
2. Du hast

### London (Nagy-Britannia)
1. Sonne
2. Rein raus
3. Feuer Frei!
4. Ohne dich

### Moszkva (Oroszország)
1. Moskau